# Erik Stotijn
Erik Stotijn (Den Haag, 21 december 1955) is een gepensioneerd Nederlands musicus en voormalig directeur van het Noord-Veluws Museum te  Nunspeet. 
Hij is zoon van fagottist en dirigent Louis Stotijn en Hendrika Jacoba Tammerijn. Broers Ruud Stotijn en Peter Stotijn zijn eveneens werkzaam in de muziekwereld.
Erik kreeg zijn opleiding aan het  Haags Conservatorium; hij studeerde er  piano bij onder meer Gerard Hengeveld en schoolmuziek. Zijn dienstplicht vervulde hij dan ook in het "Trompetterkorps der Cavalerie" van de Bernhardkazerne te Amersfoort.
Anders dan andere familieleden trok Erik Stotijn richting de lichte muziek. In die hoedanigheid speelde hij hobbymatig toetsinstrumenten in de West Coast Big Band. Die band haalde zelfs het North Sea Jazz Festival. Hij zou zijn hele leven als amateur jazzmuziek blijven beoefenen.   
Rond 1975 ging Stotijn werken bij "Albersen Muziek" in Rotterdam. Hij startte in 1985 "Stotijn Music Events", een concertmanagementbureau voor met name wereldmuziek en gitaarrecitals. In 2000 stopte hij daarmee en ging verder op bestuurlijk vlak. Hij werkte onder meer voor het "Centrum voor Amateurkunst" en "Stichting Culturalis" (beide Den Haag) en tussen 2010 en 2013 voor Spektakel, servicepunt amateurkunst in  Apeldoorn. Hij was tussen 2013 en 2022 directeur van het in 2013 opgerichte lokale museum, gespecialiseerd in Hollands impressionisme. Op 1 november 2022 ging hij met pensioen in zijn functie van museumdirecteur; opvolger werd Roeland Robert (1962), eveneens afgestudeerd musicus.
Anderzijds werkte Erik voor lokale omroepen, eerst in Den Haag, later in Zwolle en sinds 2018 bij "Radio Nunspeet" (programma Fermate, hetgeen duidt op klassieke muziek). Op 3 juli 2021 mocht hij een keer Een goedemorgen met... presenteren en samenstellen voor NPO Klassiek (Radio4).
Na zijn pensioen bij het museum, waarvoor hij in 2014 nog een muurgedicht van Lucebert onthulde, zette Stotijn zich in voor het "Van den Broek Lohman Fonds", dat subsidie verleent aan lokale activiteiten op het gebid van cultuur, sport en maatschappij.